# Селбі (округ)
Се́лбі — місцевий урядовий округ Північного Йоркширу, Англія.
Округ було сформовано 1 квітня 1974 року. Кількість населення становить 22 873 чоловік (за даними перепису 2001 року).

## Міста й села
Населені пункти округу:
Аллескелф
Барлбі, Барлоу, Білборо, Берн, Брейтон
Вістоу
Дракс
Еггборо, Ескрік
Гейтфорт, Гедслі, Гемблтон, Гемінборо, Гіллем
Келлінгтон, Керк Смітон, Кемблсфорт, Карлтон, Ковуд, Кліфф
Ламбі
Манк Фрістон
Осгодбі
Північний Даффілд, Південний Мілфорд
Ріколл
Селбі, Шербурн-у-Елметі
Тедкастер, Торгенбі, Торп Віловбі
Хенсал
Чарч Фентон